# Cathédrale Notre-Dame de Munich
Pour les articles homonymes, voir Cathédrale Notre-Dame et Frauenkirche.
La cathédrale Notre-Dame de Munich (Dom zu Unserer Lieben Frau ou plus couramment Frauenkirche en allemand) est la plus grande église de Munich, capitale de la Bavière. Siège de l'archidiocèse de Munich et Freising, elle est située dans le centre de la ville, sur la Frauenplatz (à environ deux minutes de la Marienplatz). Elle est un emblème de la ville et une attraction touristique.
Aujourd'hui, la cathédrale et le nouvel hôtel de ville (Neues Rathaus) dominent le centre de la ville, et leurs tours peuvent être vues de toutes parts. Un règlement de la ville de Munich, pris après un référendum populaire en 2004, interdit la construction de bâtiments de plus de cent mètres. On peut gravir la tour sud pour admirer une vue panoramique de la ville et des Alpes bavaroises.

## Historique
La cathédrale actuelle a remplacé une église plus ancienne du XIIe siècle. Elle a été commanditée par le duc Sigismond et construite par Jörg von Halspach. La construction a commencé en 1468 et les deux tours ont été achevées en 1488. L'église a été consacrée en 1494. Cependant, les célèbres dômes qui surmontent chaque tour datent de 1525. Leur conception a été copiée du Dôme du Rocher à Jérusalem, d'inspiration byzantine, les contemporains pensant qu'il s'agissait d'une représentation du Temple de Salomon, et elle a été inspirée des gravures de Breydenbach de son livre Peregrinatio in Terram Sanctam qui furent largement répandues à partir de 1486, ainsi que de la célèbre Chronique de Nuremberg d'Hartmann Schedel publiée en 1493.
La cathédrale a subi de très graves dommages pendant la Seconde Guerre mondiale — le toit s'est effondré et une des tours a été endommagée. La restauration, commencée à la fin du conflit, s'est achevée en 1994.

## Architecture

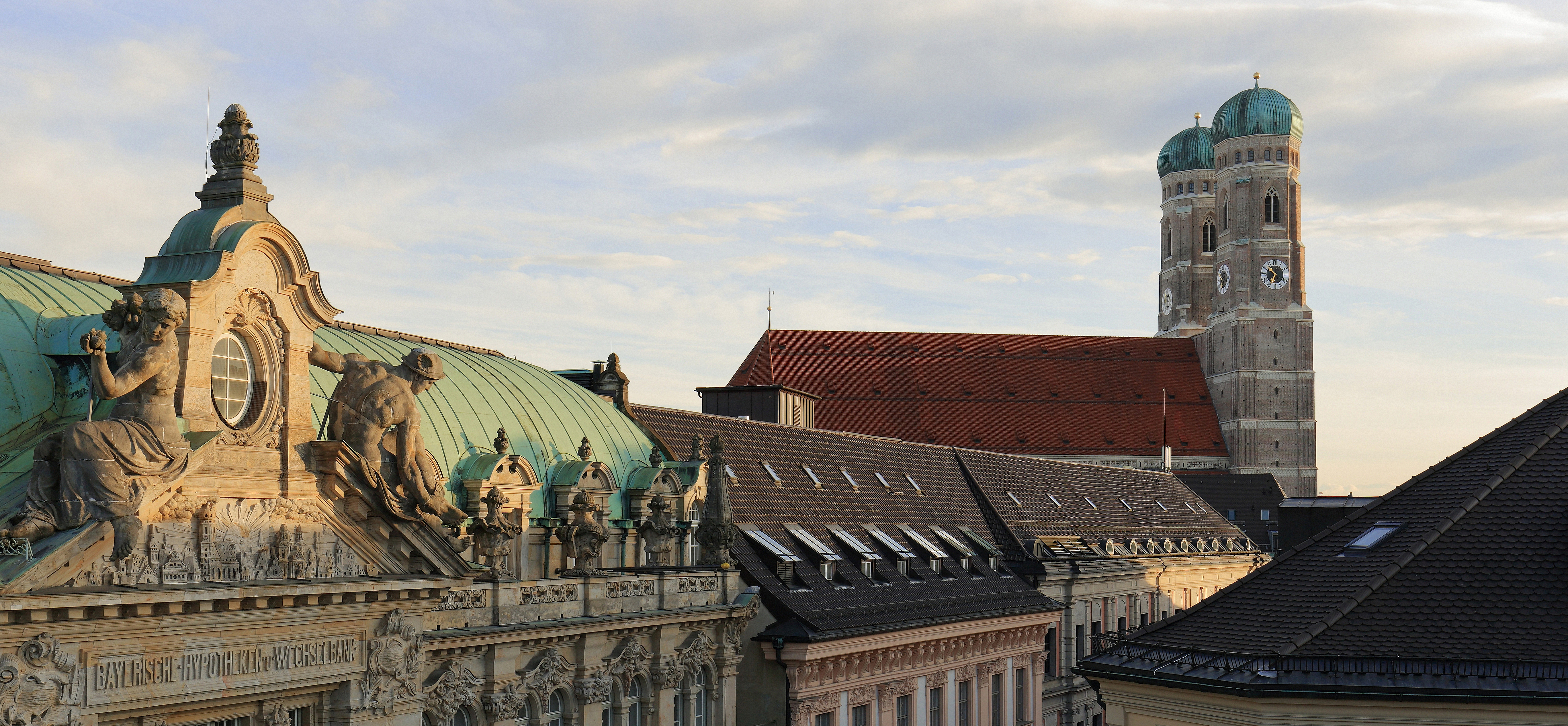
La cathédrale vue du nord.

La Frauenkirche a été construite en brique rouge dans le style gothique tardif. Ses dimensions sont de 109 mètres sur 40. Les deux tours atteignent 99 mètres de hauteur, avec une tour plus grande que l'autre de 12 centimètres. La conception originale prévoyait des flèches aiguës pour compléter les tours, tout comme la cathédrale de Cologne, mais elles n'ont jamais été construites par manque d'argent. Au lieu de cela, les deux dômes ont été construits pendant la Renaissance, et d'aucuns les trouvent mal adaptés stylistiquement au reste du bâtiment. Pourtant ils sont aujourd'hui le symbole de Munich. La forme du dôme dans le vocabulaire architectural de l'époque est une figuration de la Jérusalem céleste.
La cathédrale se présente sous forme d’une église-halle à trois nefs, c’est la dernière des églises de ce style à avoir été construite dans la ville des Wittelsbach.
Avec son volume de 200 000 m3, Notre-Dame de Munich est la plus grande église gothique de brique au nord des Alpes, Église Sainte-Marie de Gdańsk a seulement 155 000 m3.

## Intérieur

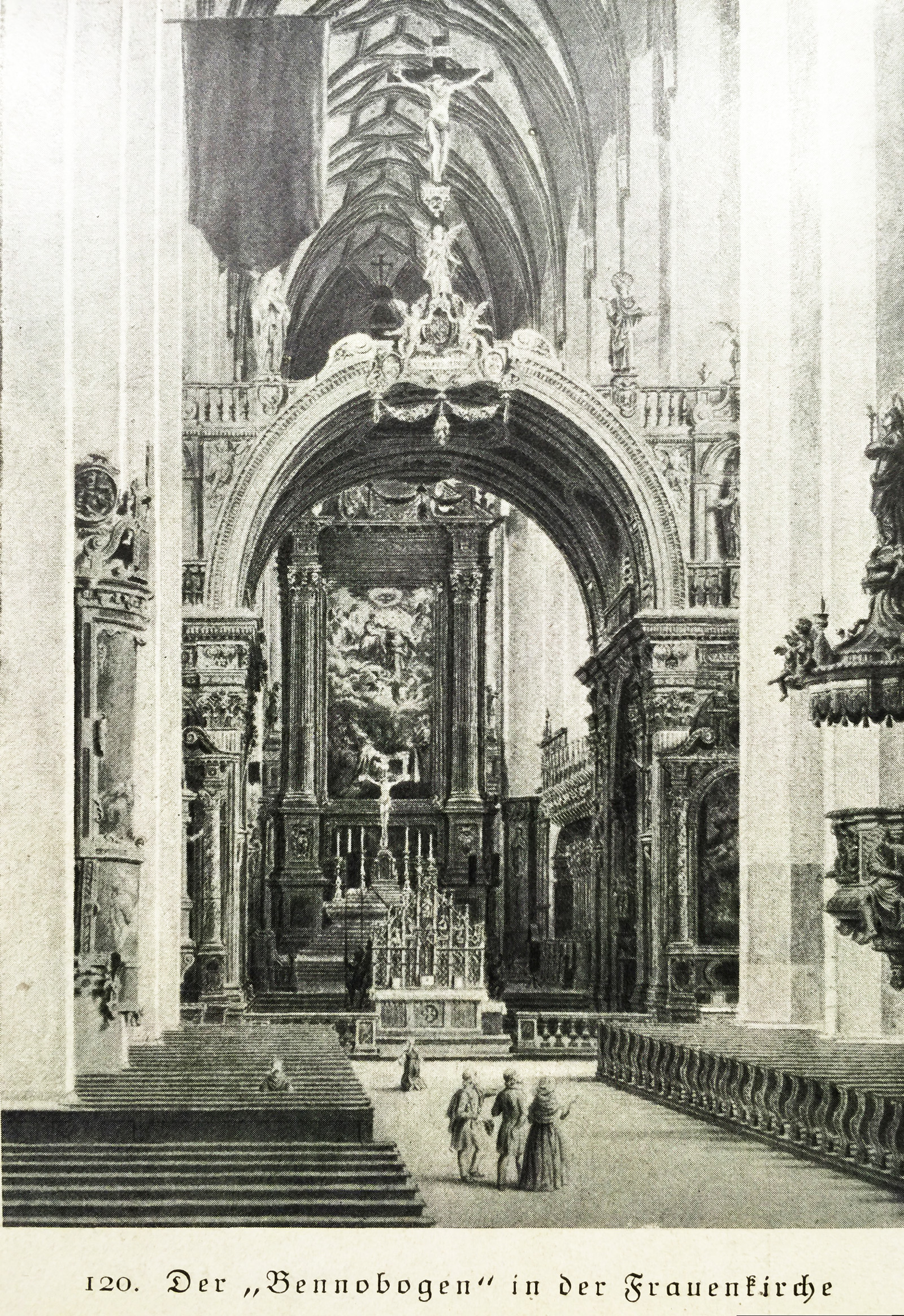
Intérieur de la cathédrale en 1858 avant le réaménagement en style gothique.
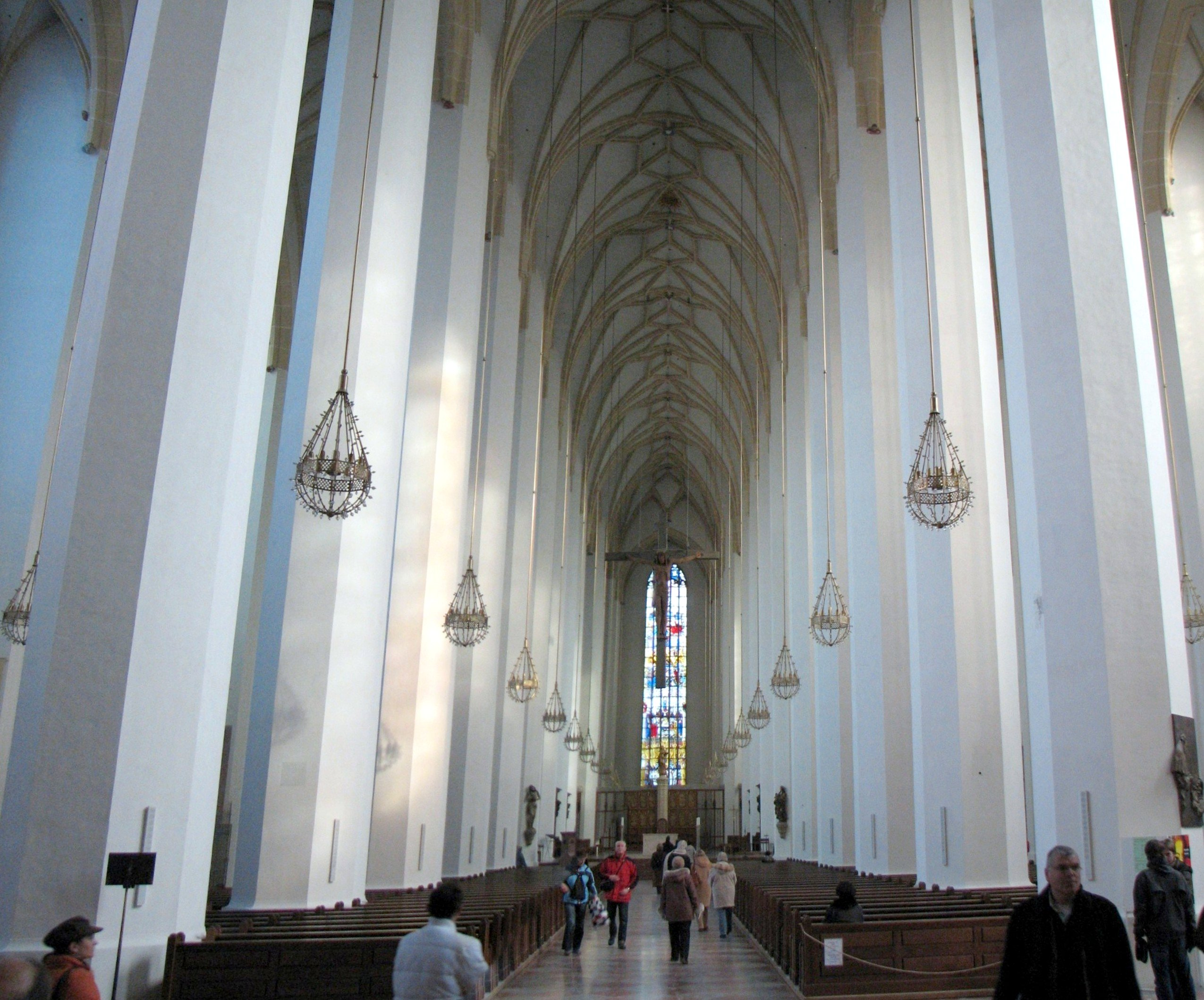
Vue de la nef.
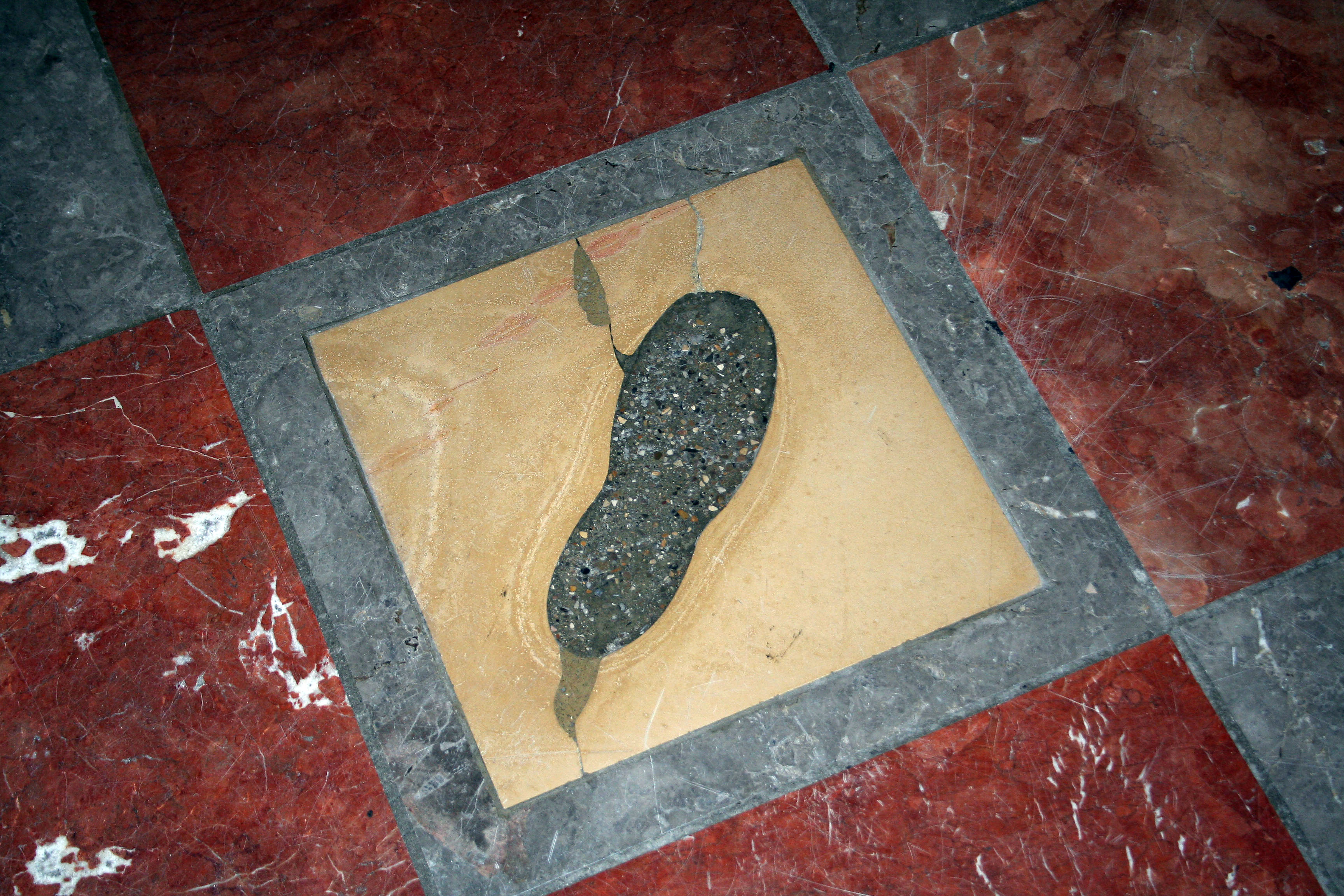
Le pas du diable.
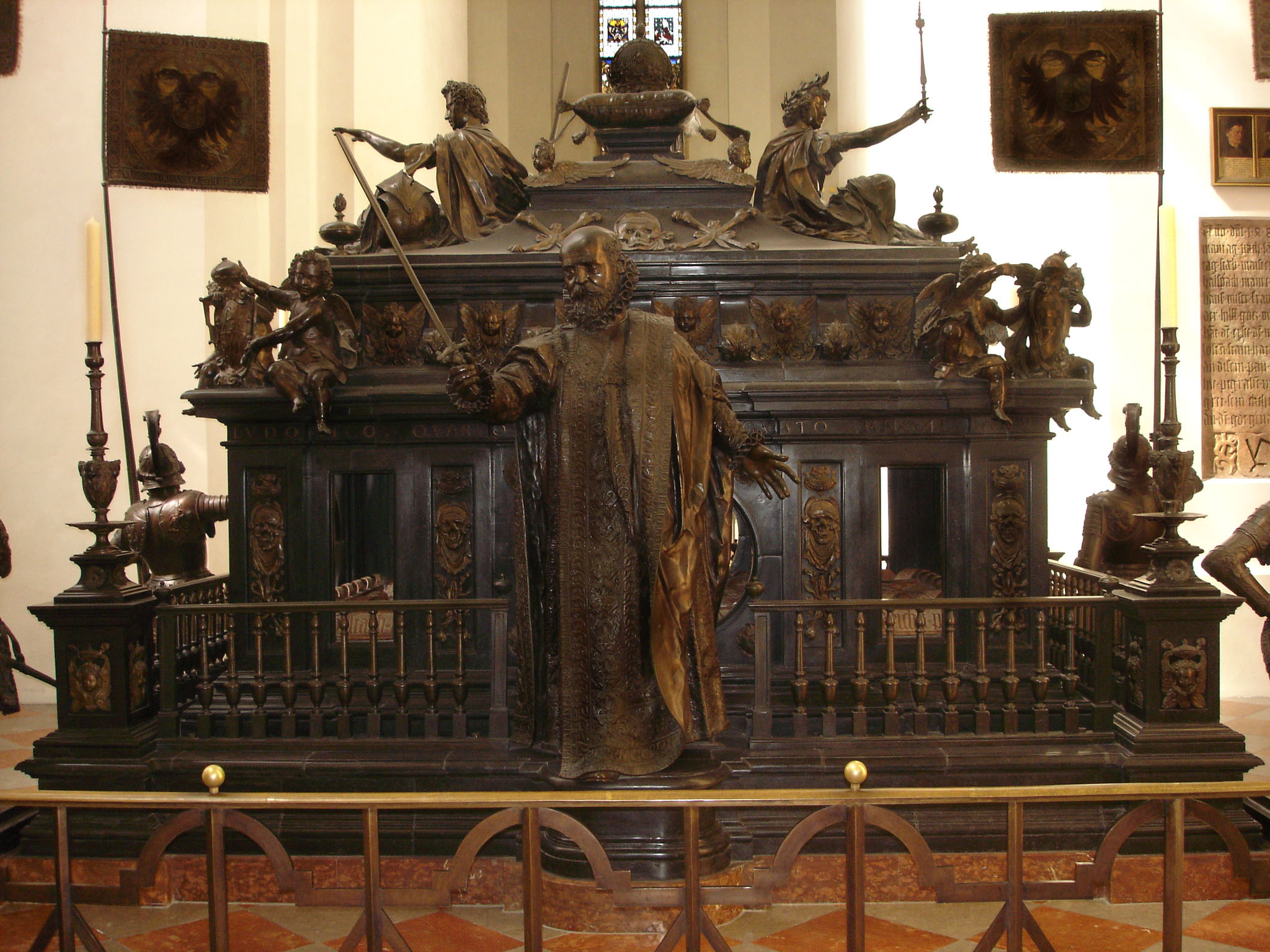
Cénotaphe de l'empereur Louis IV.

L'intérieur donne une impression de hauteur et de simplicité dépouillée. La Frauenkirche peut contenir 20 000 fidèles debout. Une grande partie de l’intérieur gothique a été détruite pendant la Seconde Guerre mondiale. Les reconstitutions semblent pâles en comparaison de l’original. 
Cependant, on peut voir à l’entrée de la nef gothique le Teufelstritt (« Coup de pied du diable »). C’est une marque noire ressemblant à une empreinte de pas avec une petite queue accrochée au talon, qui, selon la légende, se trouve où le diable s’est tenu quand il s’est moqué de l’église « sans fenêtres » que Halsbach avait construite. En effet, aucune des fenêtres latérales ne peut être vue de la tache quand on regarde le Maître-autel.
On trouve dans l’église une collection d’œuvres d’art des XIVe et XVe siècles. La dépouille de saint Bennon, évêque de Meissen canonisé au XVIe siècle, y est vénérée.
La crypte contient les tombeaux des archevêques de Munich et de Freising et aussi des membres de la maison de Bavière, la dynastie des Wittelsbach :
- Louis IV, Empereur ;
- La duchesse Béatrice de Świdnica ;
- Le duc Louis V ;
- Le duc Étienne II ;
- La duchesse Élisabeth de Sicile ;
- La duchesse Marguerite de Nuremberg ;
- Le duc Jean II ;
- Le duc Guillaume III ;
- Le duc Ernest ;
- La duchesse Élisabeth Visconti ;
- Le duc Adolphe ;
- Le duc Sigismond ;
- Le duc Albert IV ;
- la duchesse Cunégonde d'Autriche ;
- Suzanne de Bavière
- Le duc Guillaume IV ;
- La duchesse Marie-Jacobée de Bade-Sponheim ;
- Le duc Albert V le Magnifique ;
- La duchesse Anne d'Autriche ;
- Philippe-Guillaume de Bavière ;
- Ferdinand de Bavière ;
- Maria Pettenbeck
- Maximilienne-Marie de Bavière ;
- Le roi Louis III de Bavière ;
- la reine Marie-Thérèse de Modène ;
- le prince Charles de Bavière.

## Cloches
L’ensemble des cloches (de la Frauenkirche), représente avec ses 5 cloches médiévales et 2 cloches baroques conservées un des plus précieux carillons d’Allemagne. La grande cloche “Salve”, avec un poids approximatif de 8 tonnes, figure parmi les plus grandes cloches de la Bavière et est réputée dans tout l’Europe comme une des plus harmonieuses cloches du Moyen Âge.
| Nr. | Audio | Nom                       | Année       | Fondeur de cloche, Lieu      | Calibre (mm) | Poids (kg) | Son (demi-ton)-1/16) | Tour |
| 1   |       | Susanna (Salveglocke)     | 1490        | Hanns Ernst, Regensburg      | 2 060        | ≈8 000     | a0 +3                | Nord |
| 2   |       | Frauenglocke              | 1617        | Bartholomaeus Wengle, Munich | 1 665        | ≈3 000     | c1 0+6               | Nord |
| 3   |       | Bennoglocke               | 1617        | Bartholomaeus Wengle, Munich | 1 475        | ≈2 100     | d1 0+7               | Sud  |
| 4   |       | Winklerin                 | 1451        | Meister Paulus, Munich       | 1 420        | ≈2 000     | es1 +15              | Nord |
| 5   |       | Praesenzglocke            | 1492        | Ulrich von Rosen, Munich     | 1 320        | ≈1 600     | e1 0+9               | Sud  |
| 6   |       | Cantabona                 | 2003        | Rudolf Perner, Passau        | 1 080        | 870        | g1 0+12              | Sud  |
| 7   |       | Frühmessglocke            | 1442        | Meister Paulus, Munich       | 1 050        | ≈800       | a1 0+10              | Sud  |
| 8   |       | Speciosa                  | 2003        | Rudolf Perner, Passau        | 890          | 540        | h1 0+10              | Sud  |
| 9   |       | Michaelsglocke            | 2003        | Rudolf Perner, Passau        | 840          | 440        | c2 0+12              | Sud  |
| 10  |       | Klingl (Chorherrenglocke) | XIVe siècle | anonyme                      | 740          | ≈350       | es2 +13              | Sud  |

## Galerie

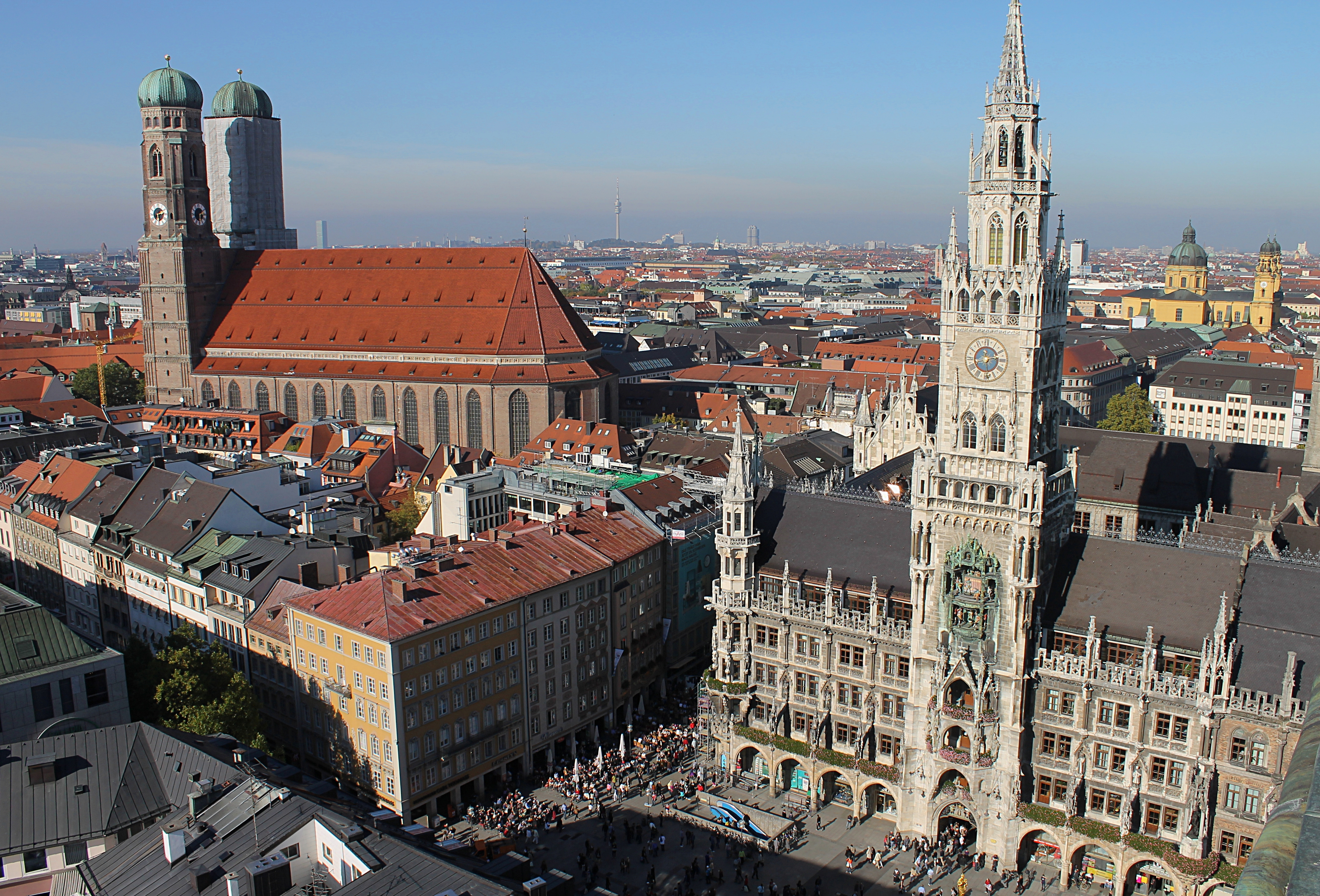
Cathédrale, vue de la Marienplatz
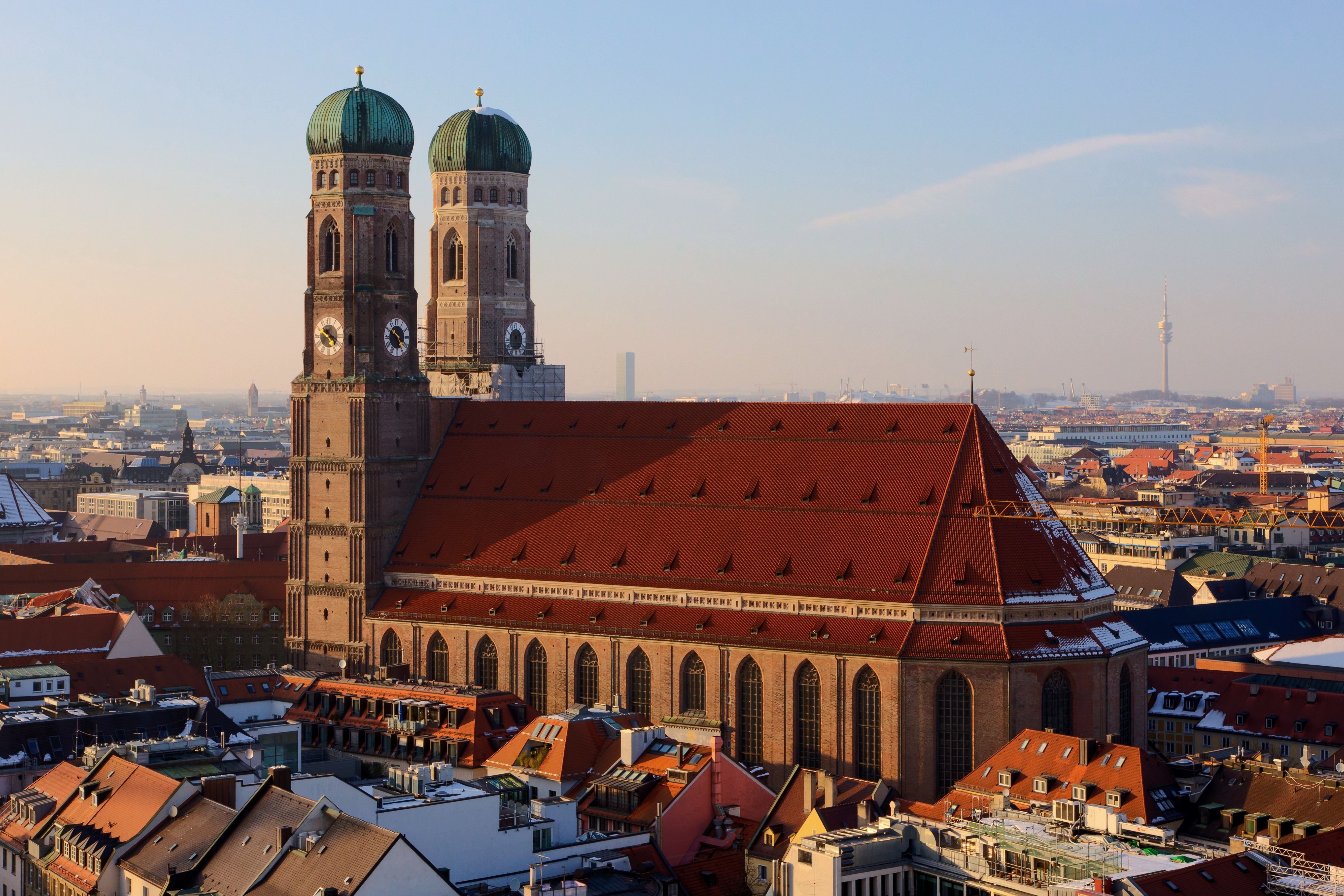
Vue générale de la cathédrale
Façade de cathédrale de Munich
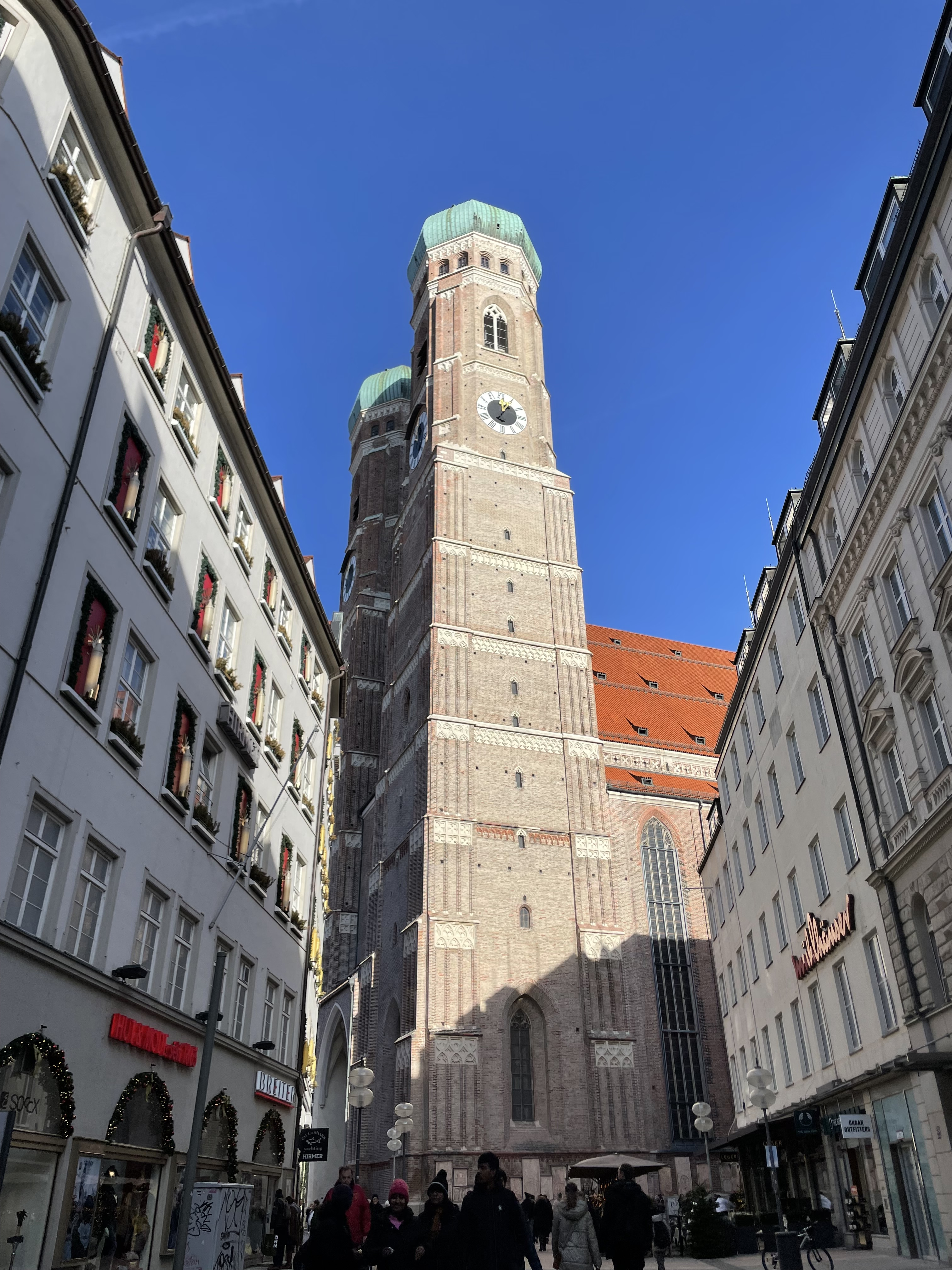
Les deux tours de la Frauenkirche de Munich - env. 98m chacune - vue latérale
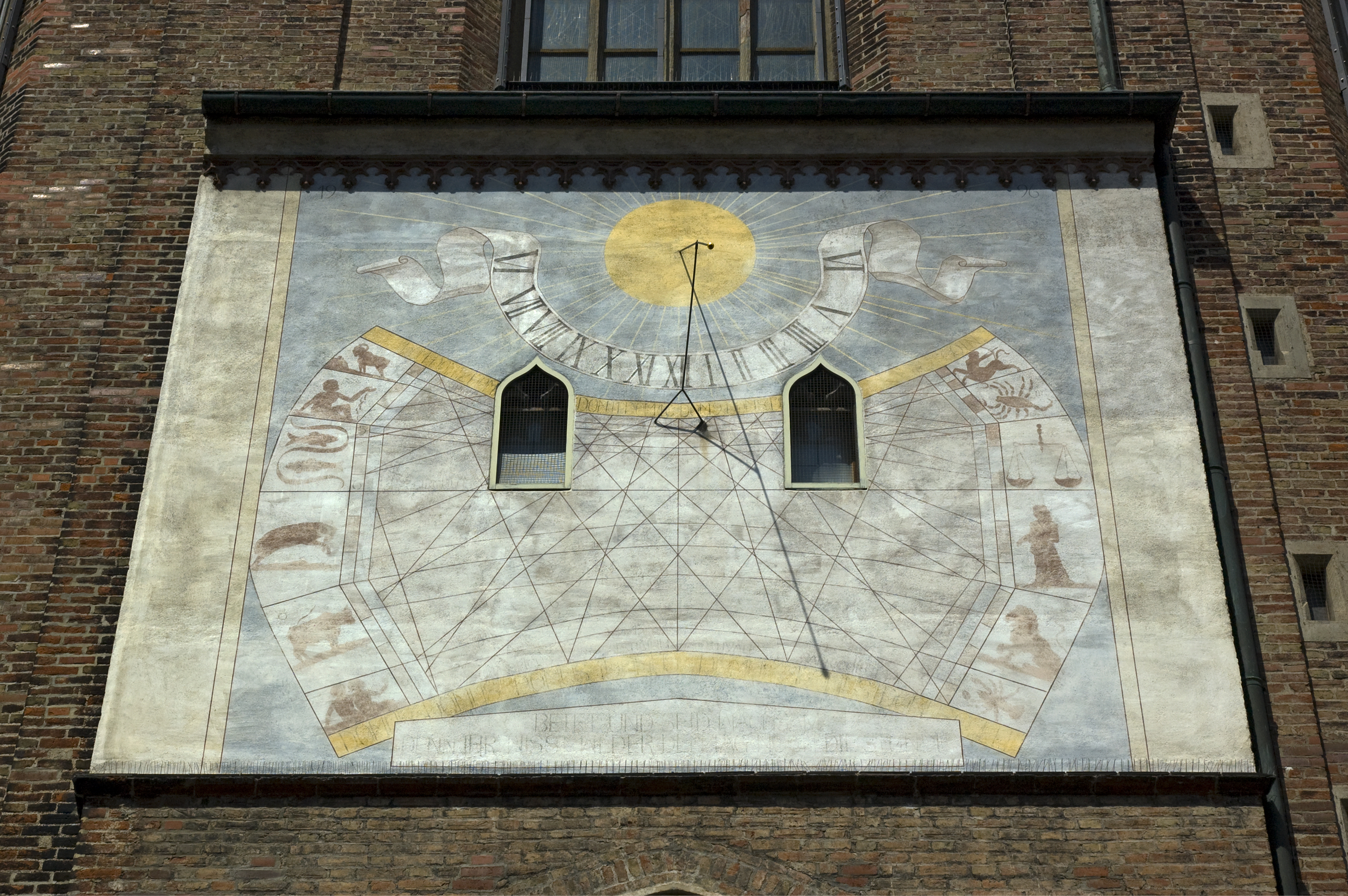
Cadran solaire
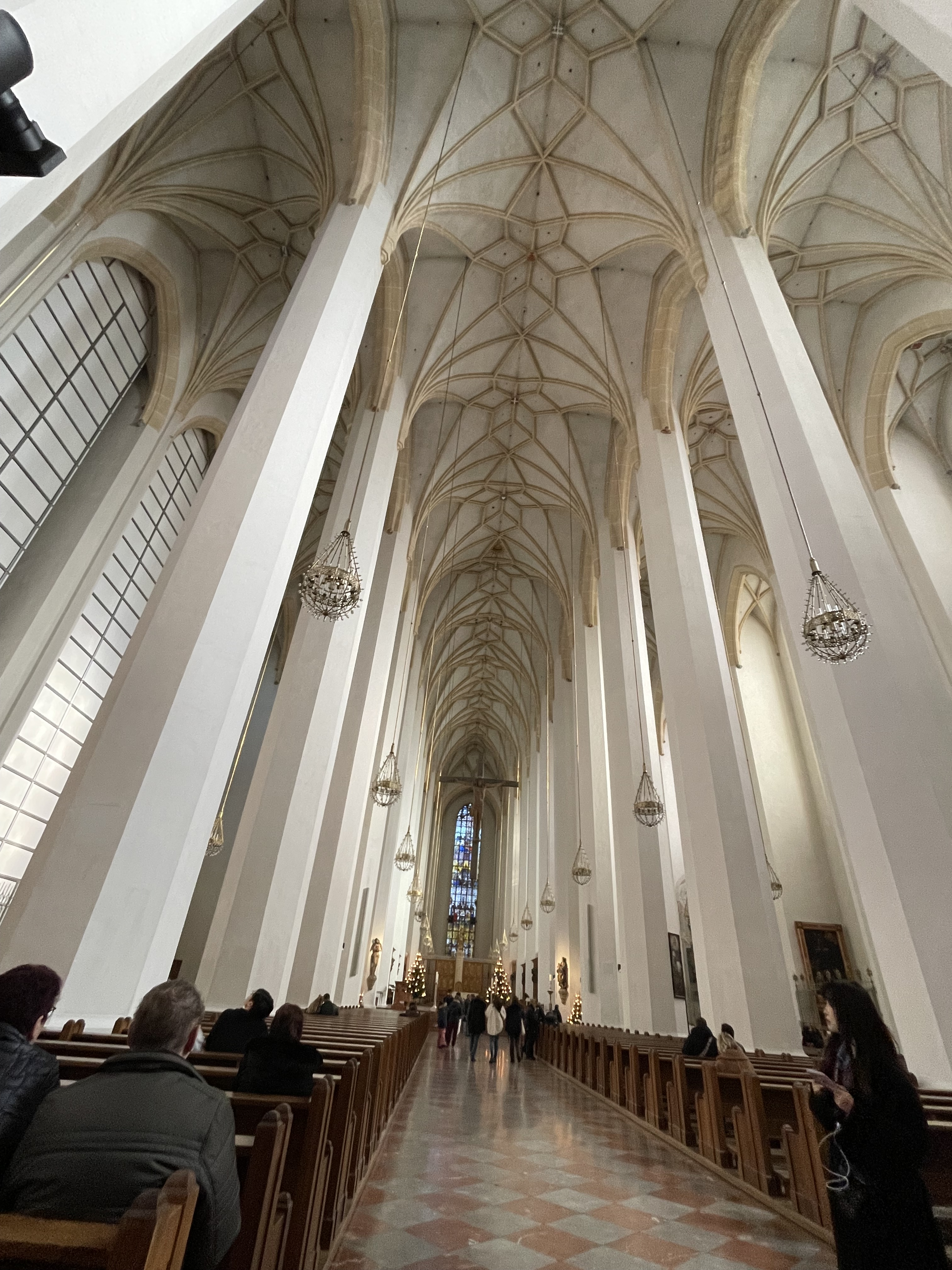
Nef de la cathédrale de Munich - 109 mètres de long
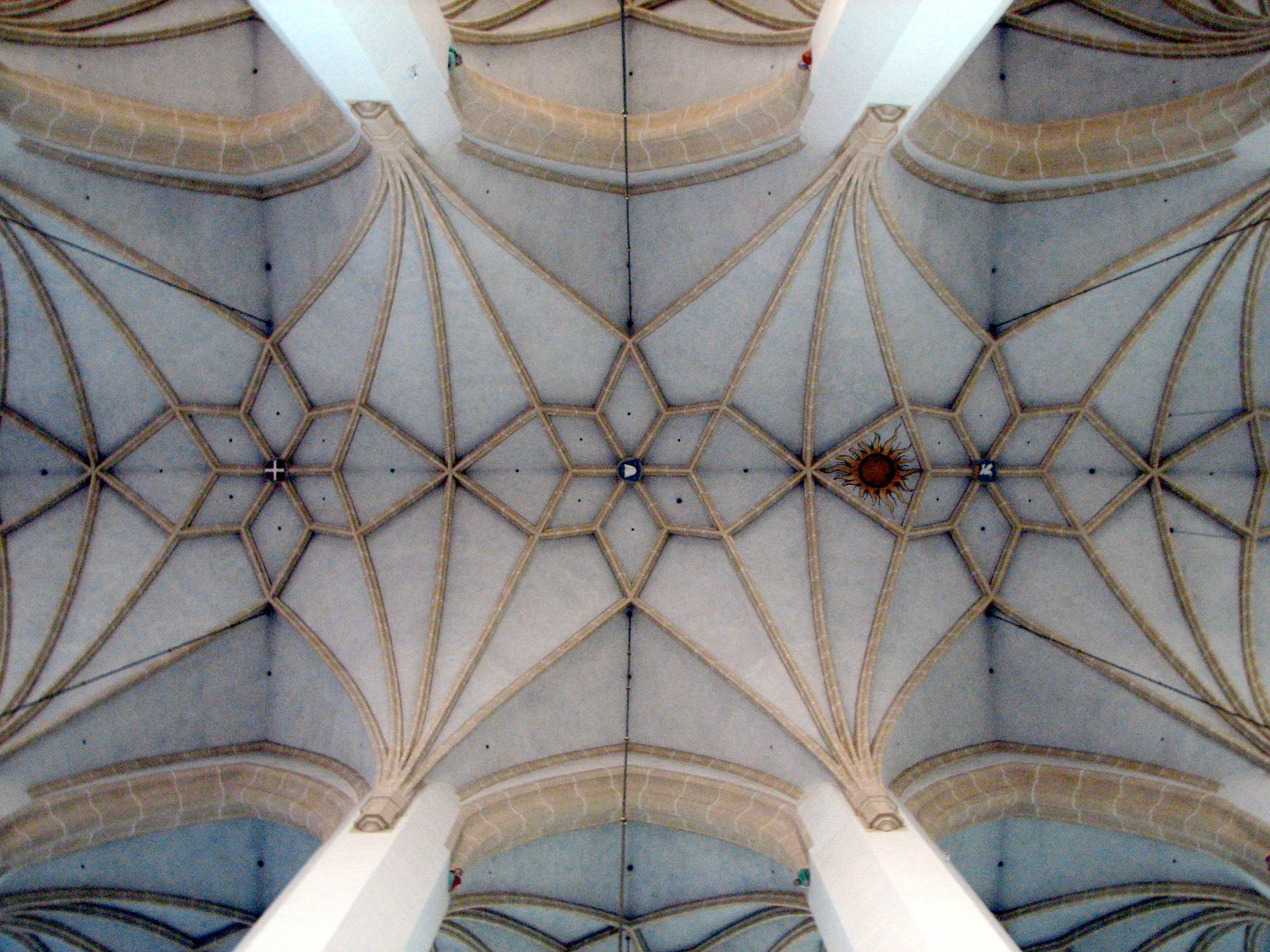
Voûte de la nef de la cathédrale
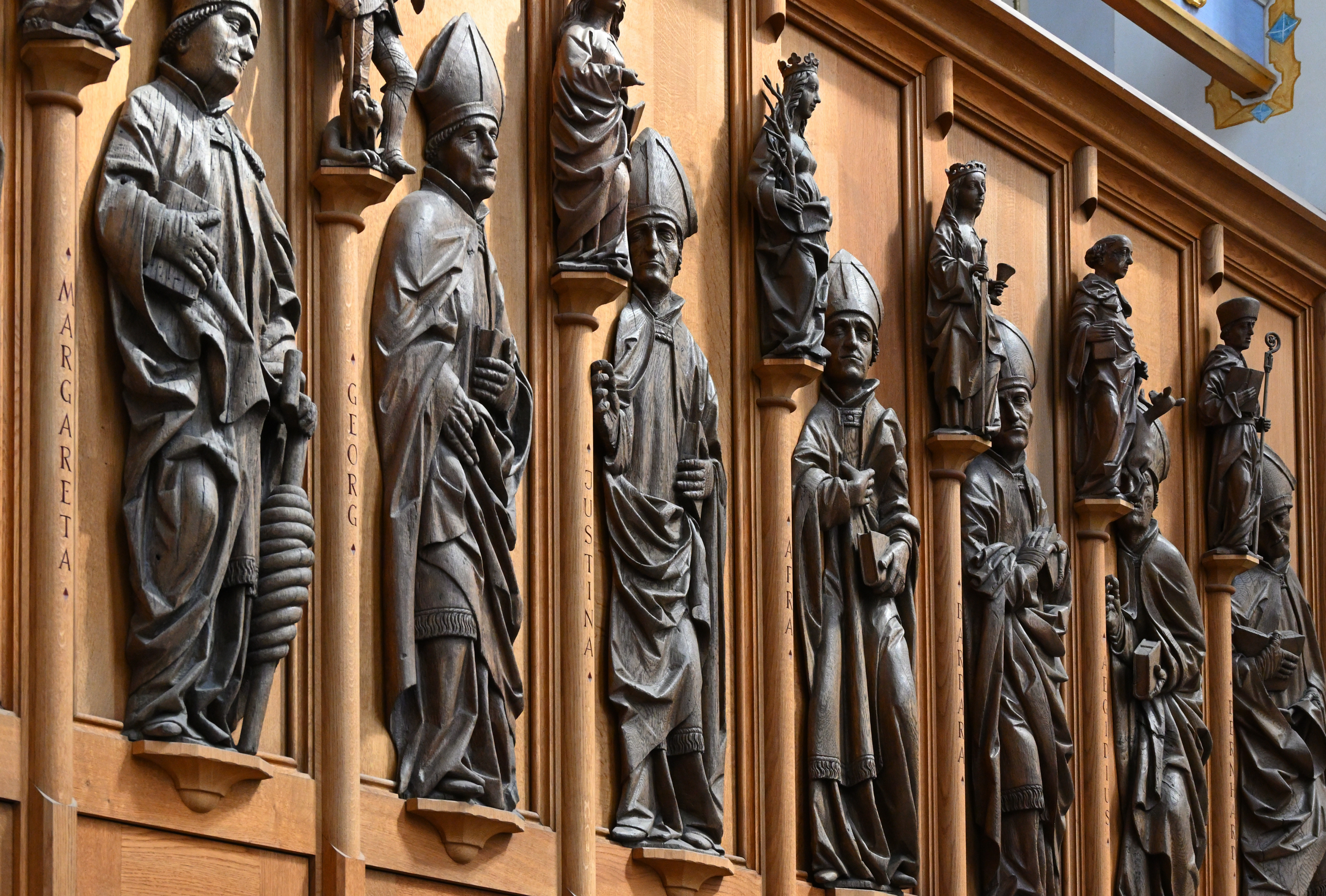
Intérieur du chœur
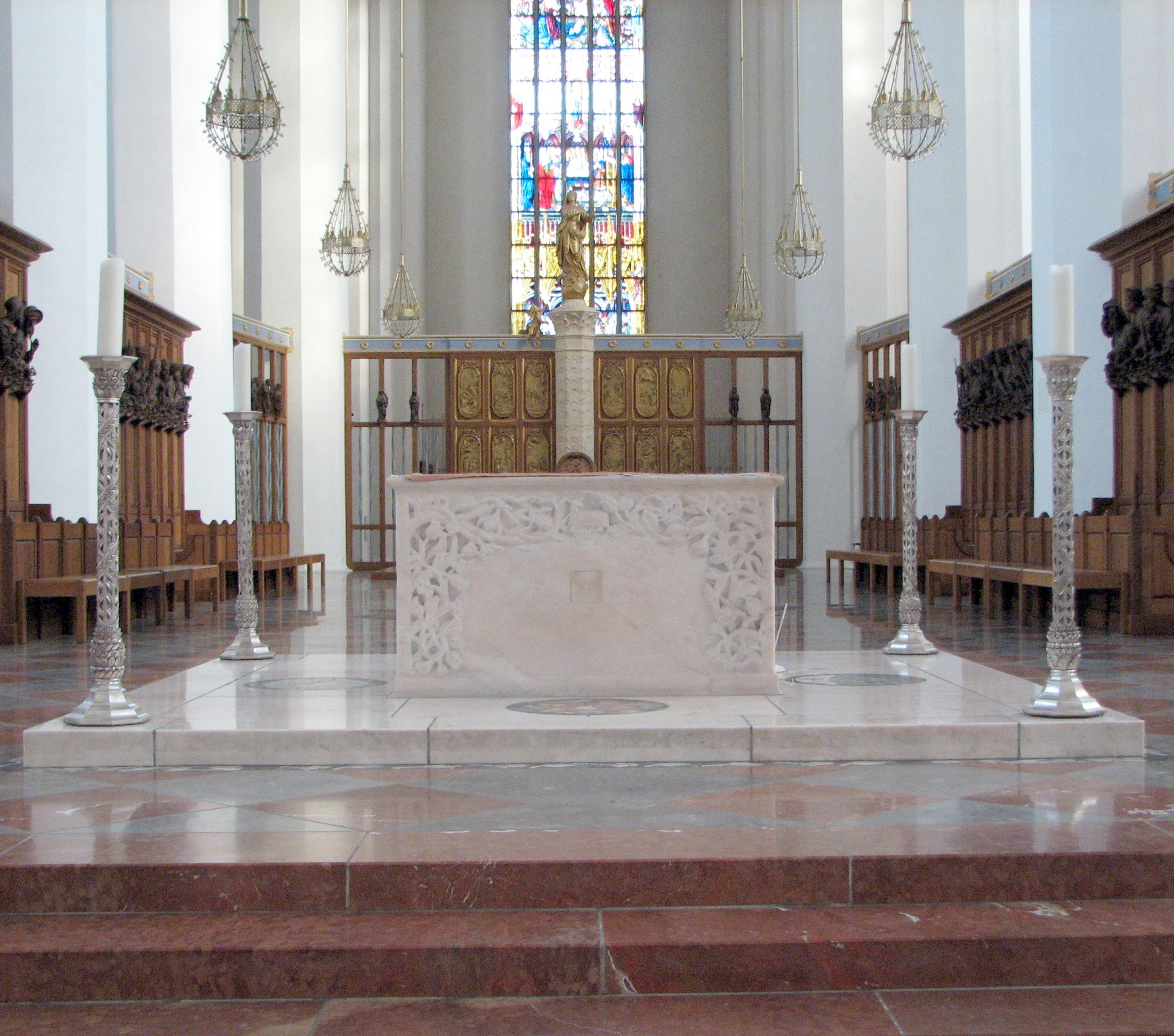
Maître autel, dans le chœur de la cathédrale
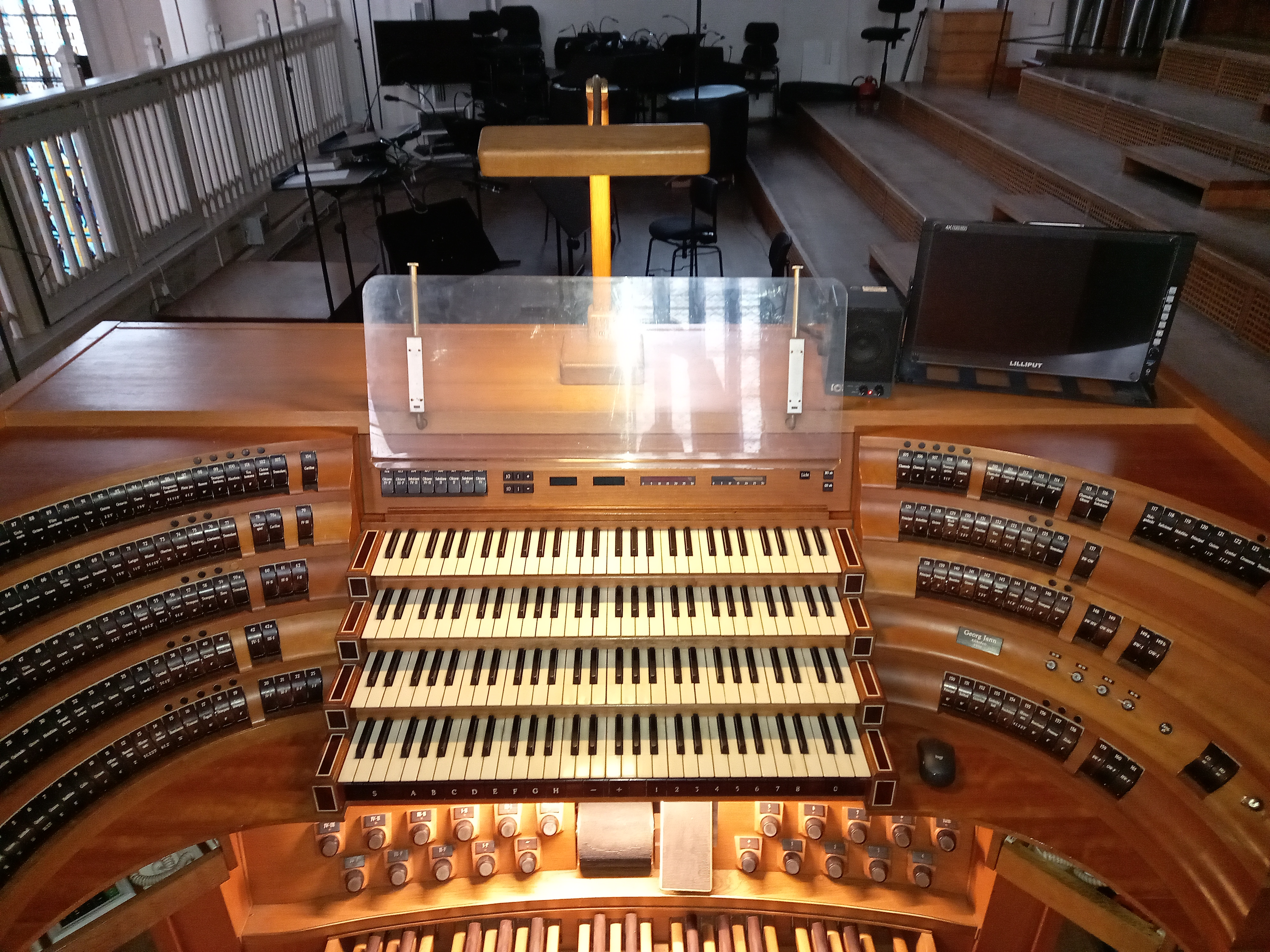
Claviers des grandes orgues de la cathédrale
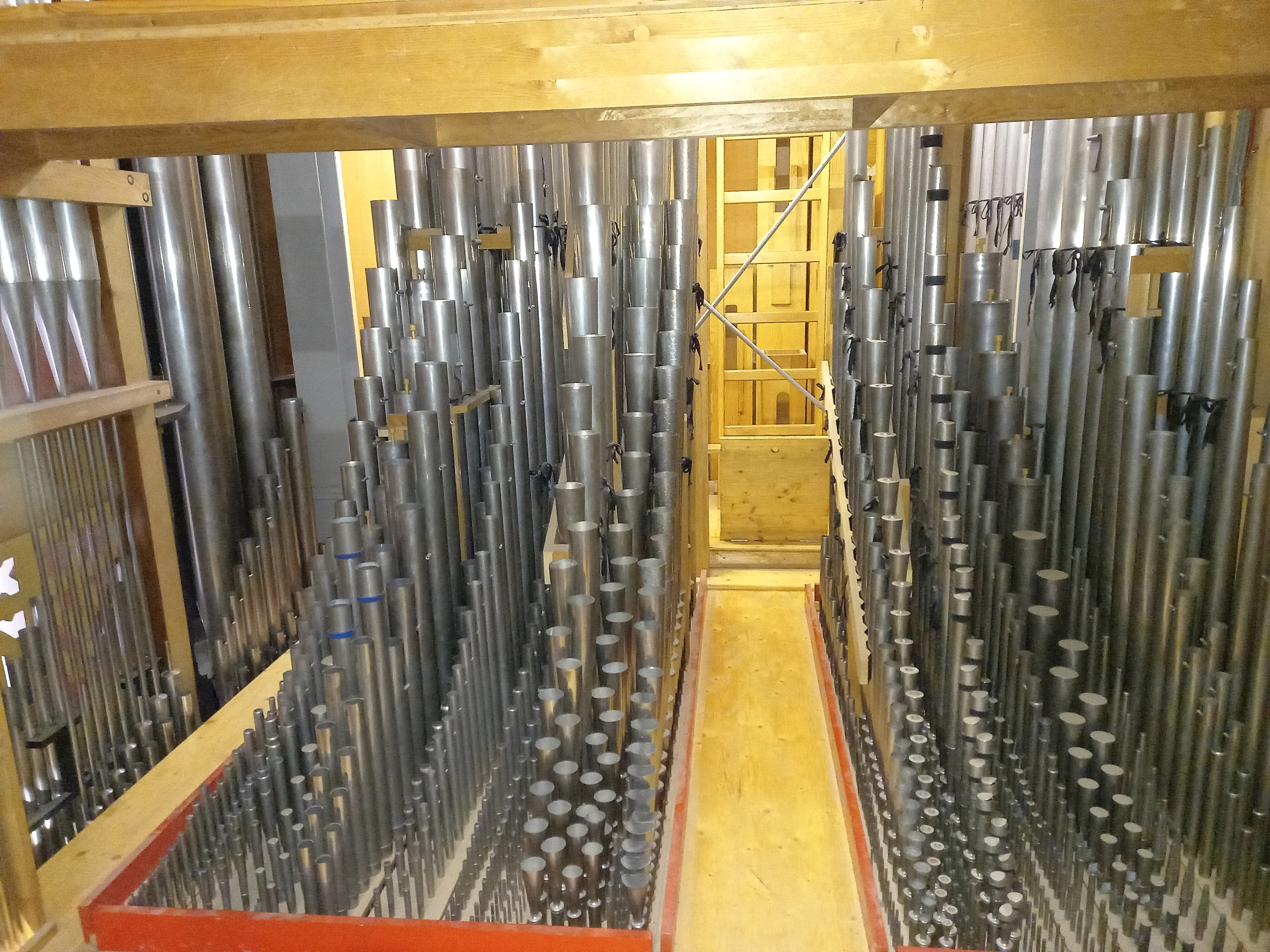
détail des grandes orgues de la cathédrale
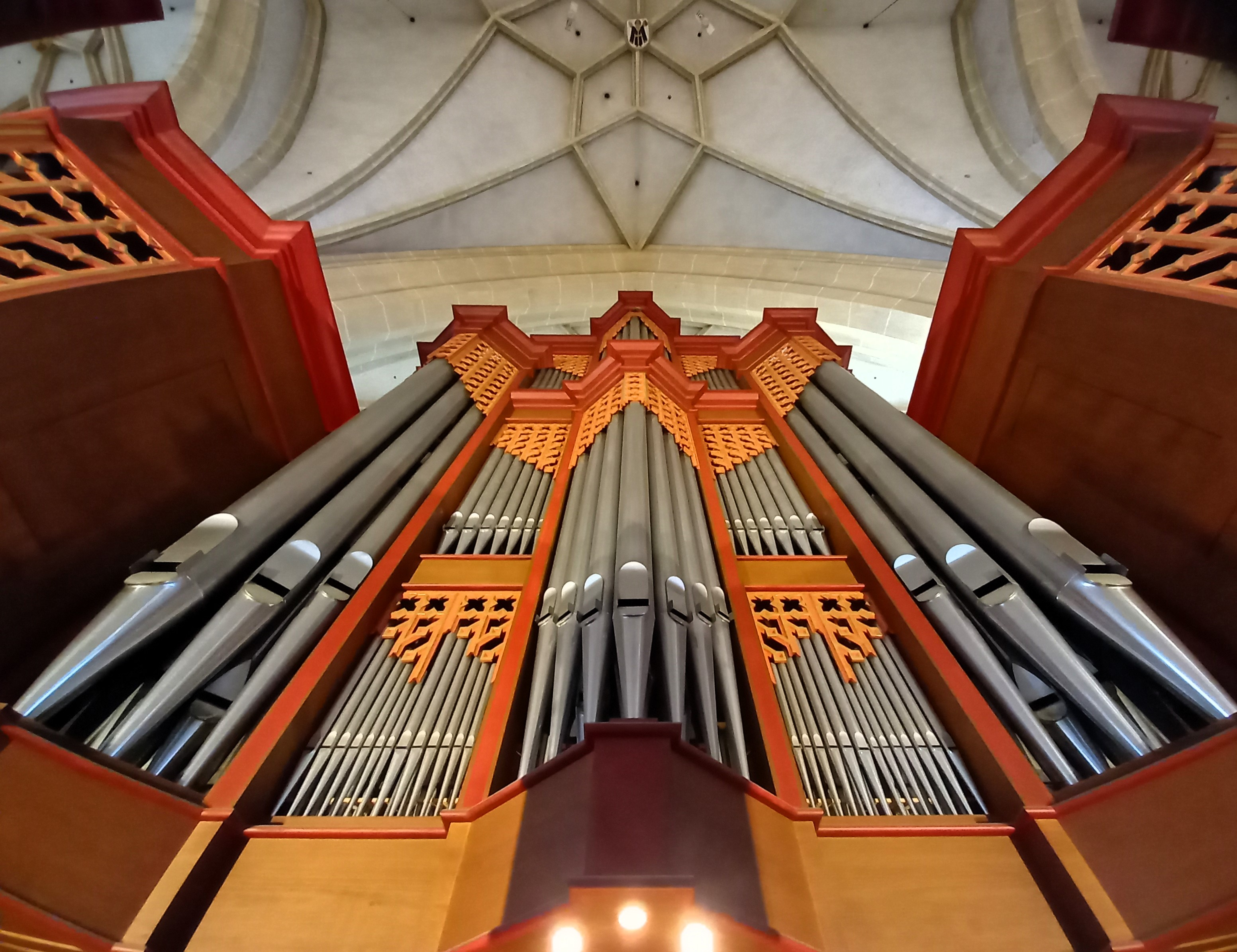
Grandes orgues de la cathédrale
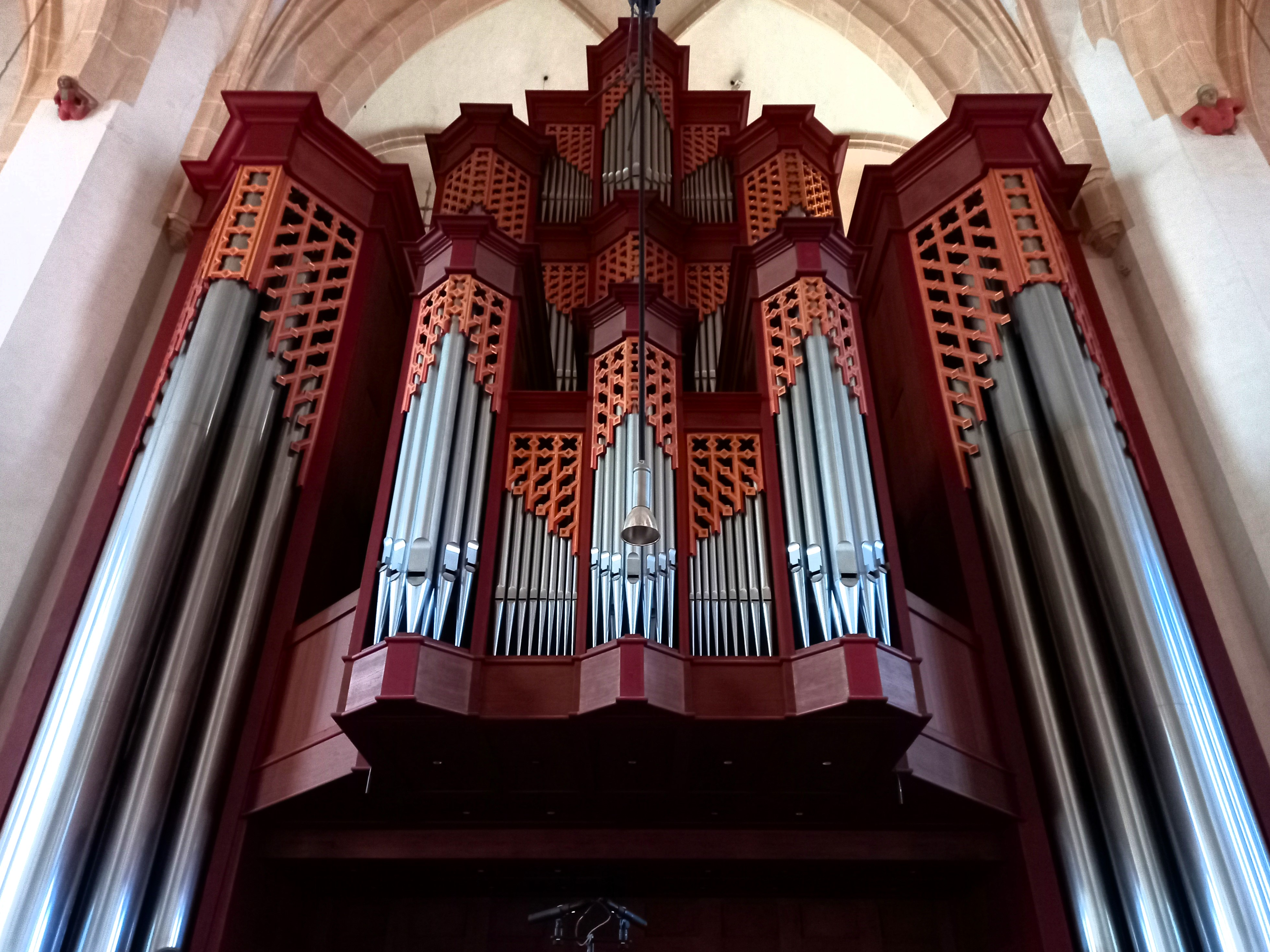
Grandes orgues de la cathédrale
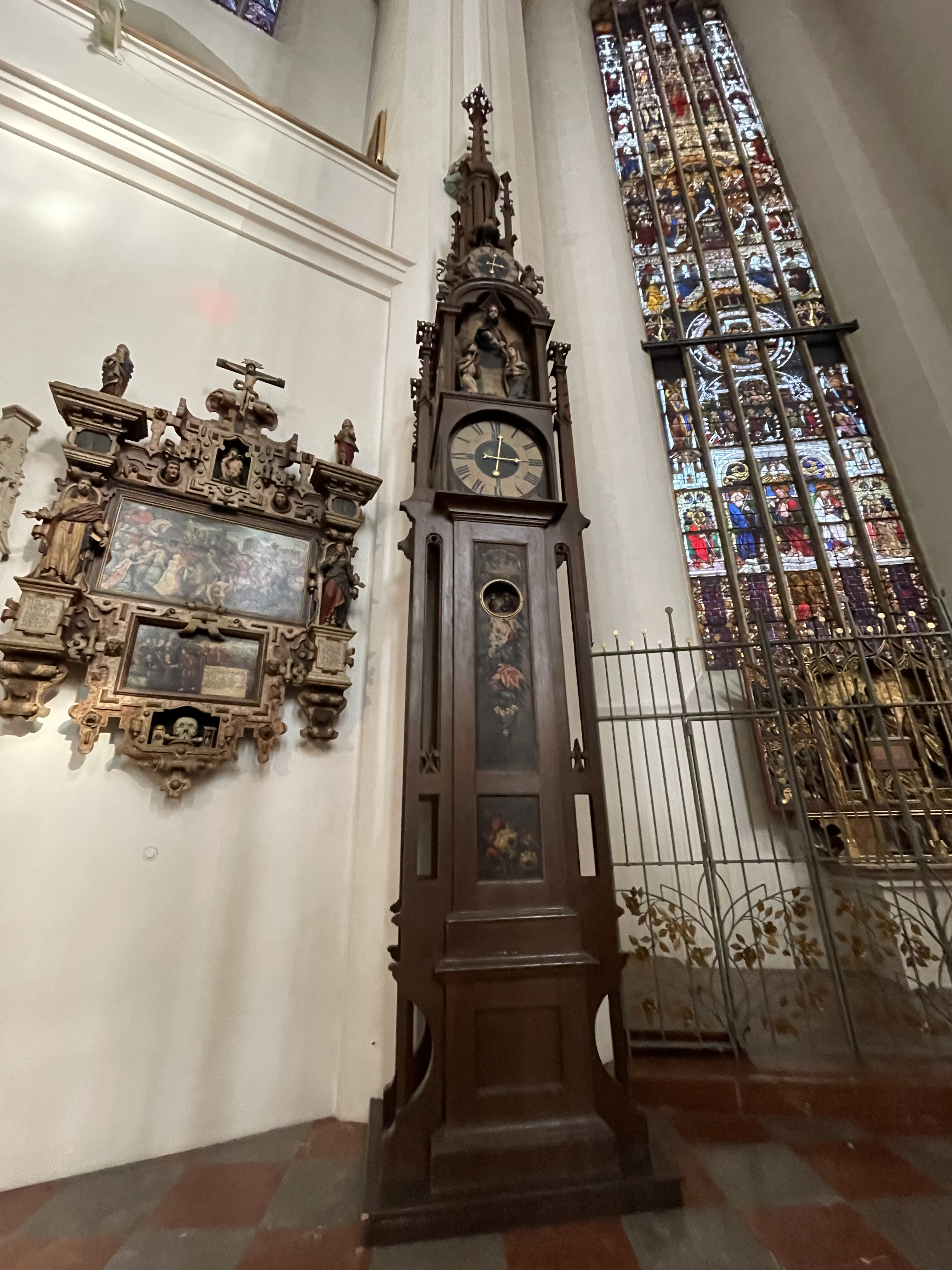
Horloge automate de la cathédrale
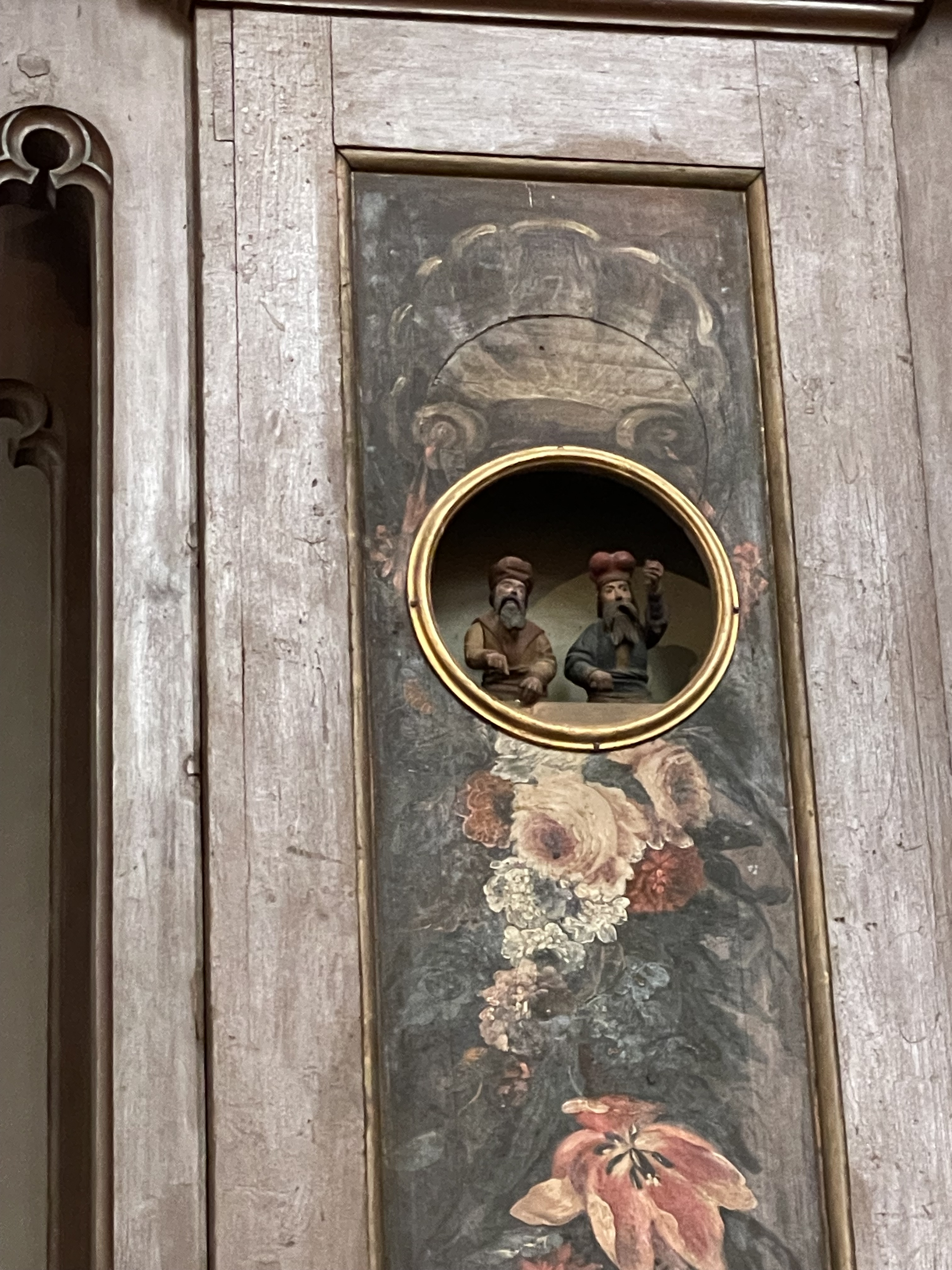
Détail de personnages animés sous l'horloge à automate
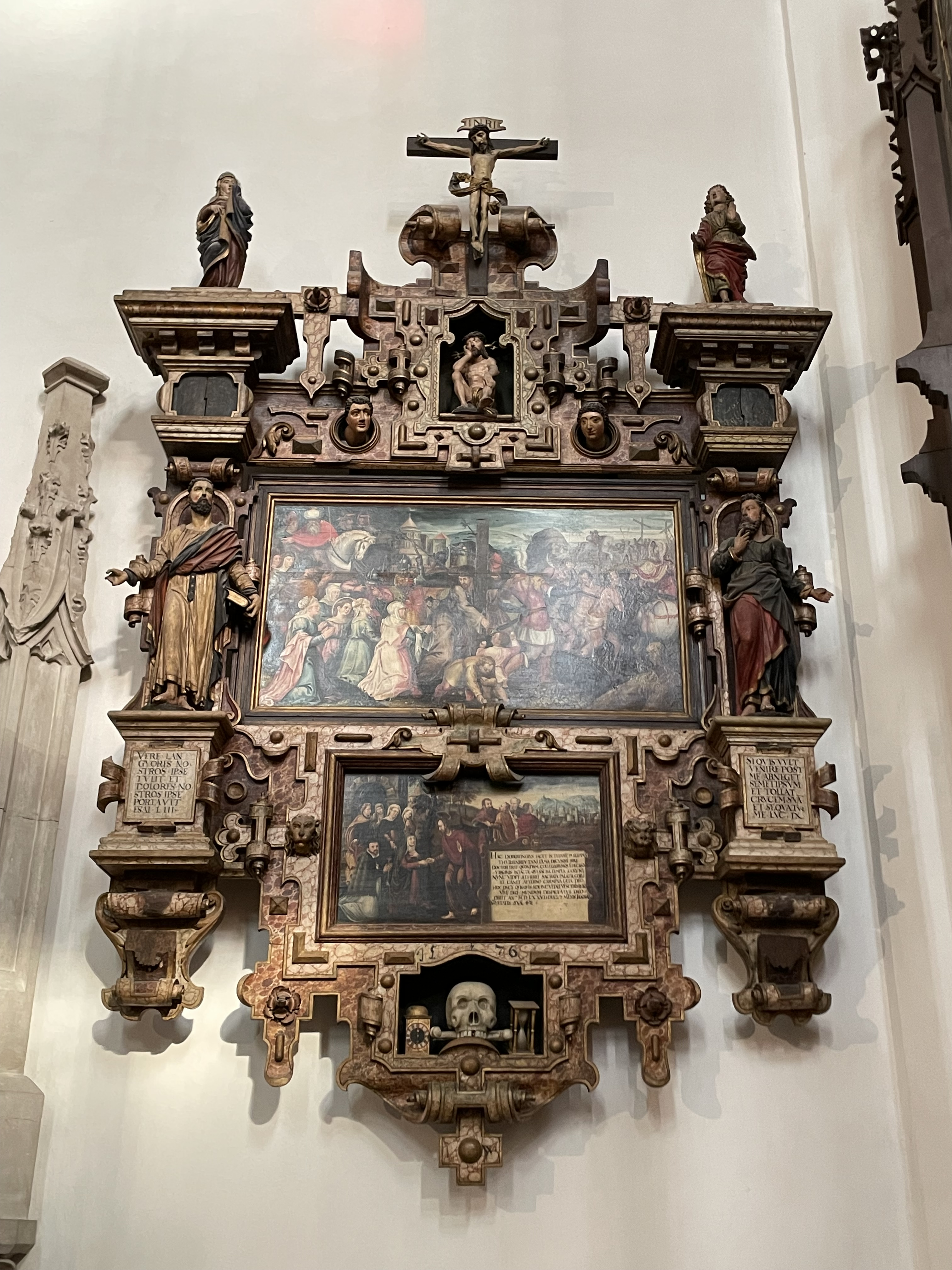
Tableau en bois polychrome renaissance (1576) avec figures mobiles derrière le chœur - épitaphe de Philipp Dobereiner
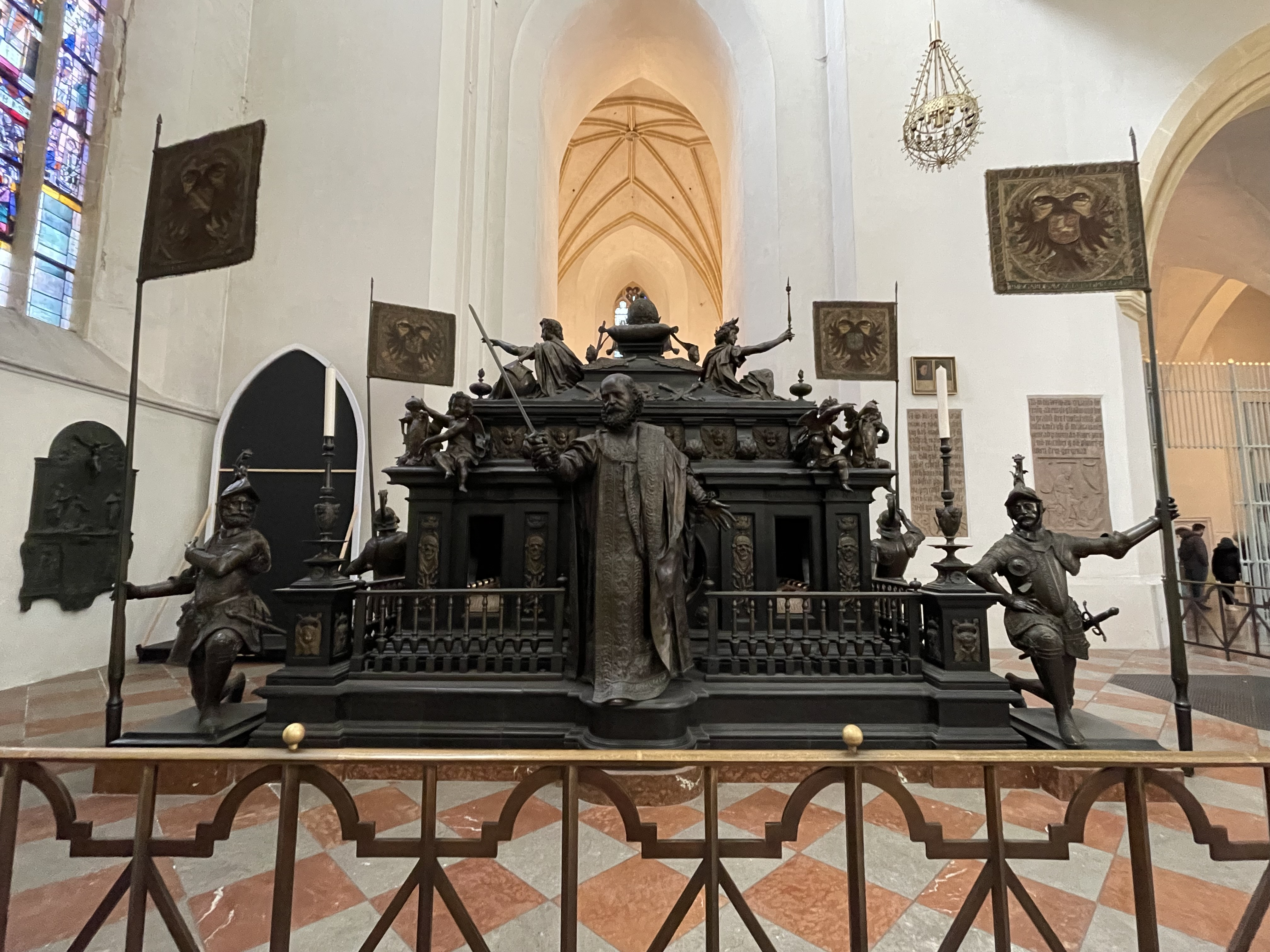
Cénotaphe de l'empereur Saint-Empire Romain Germanique Louis IV (1282-1347) - vue de face
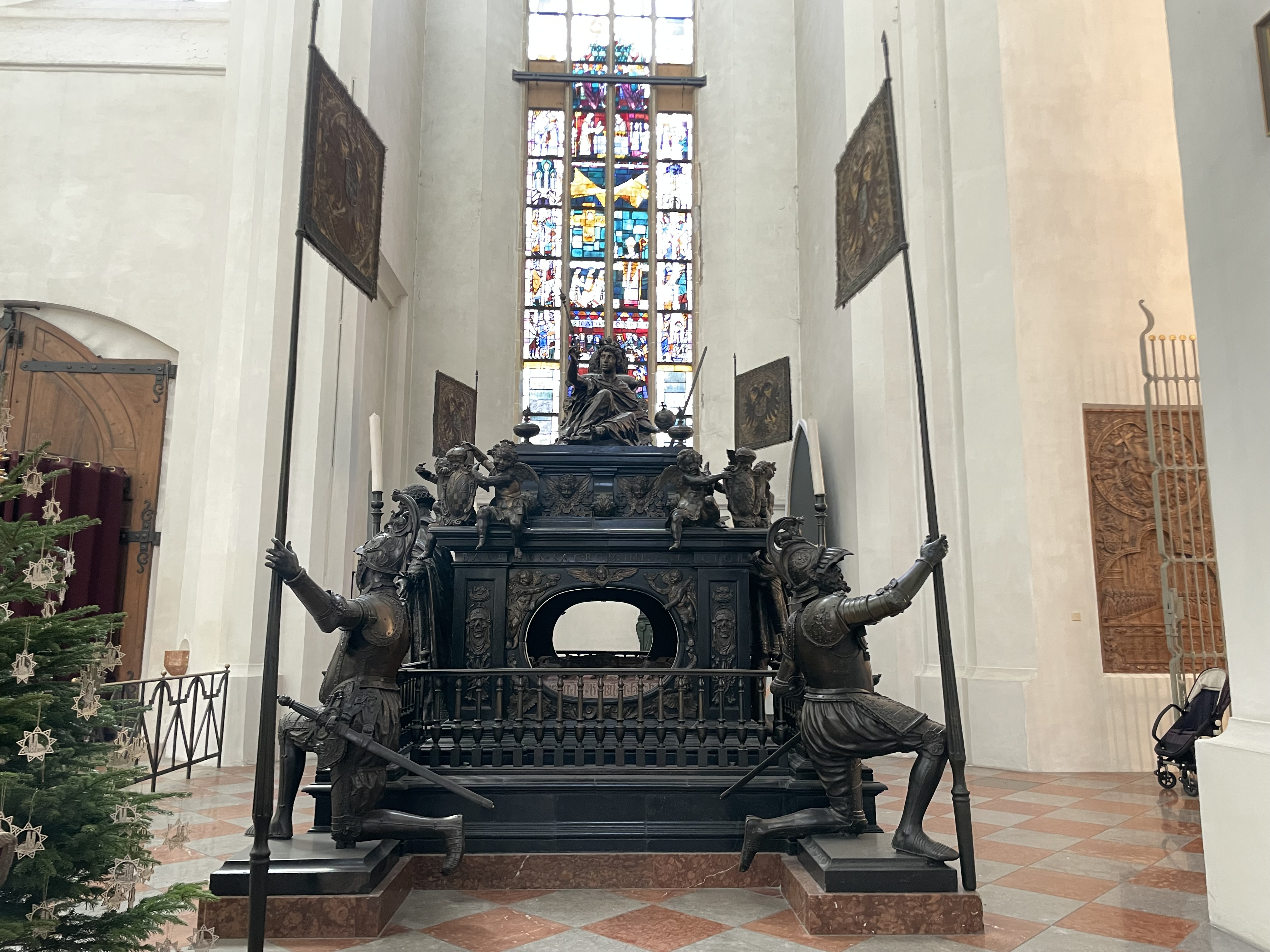
Cénotaphe de l'empereur Saint-Empire Romain Germanique Louis IV (1282-1347) - vue de côté
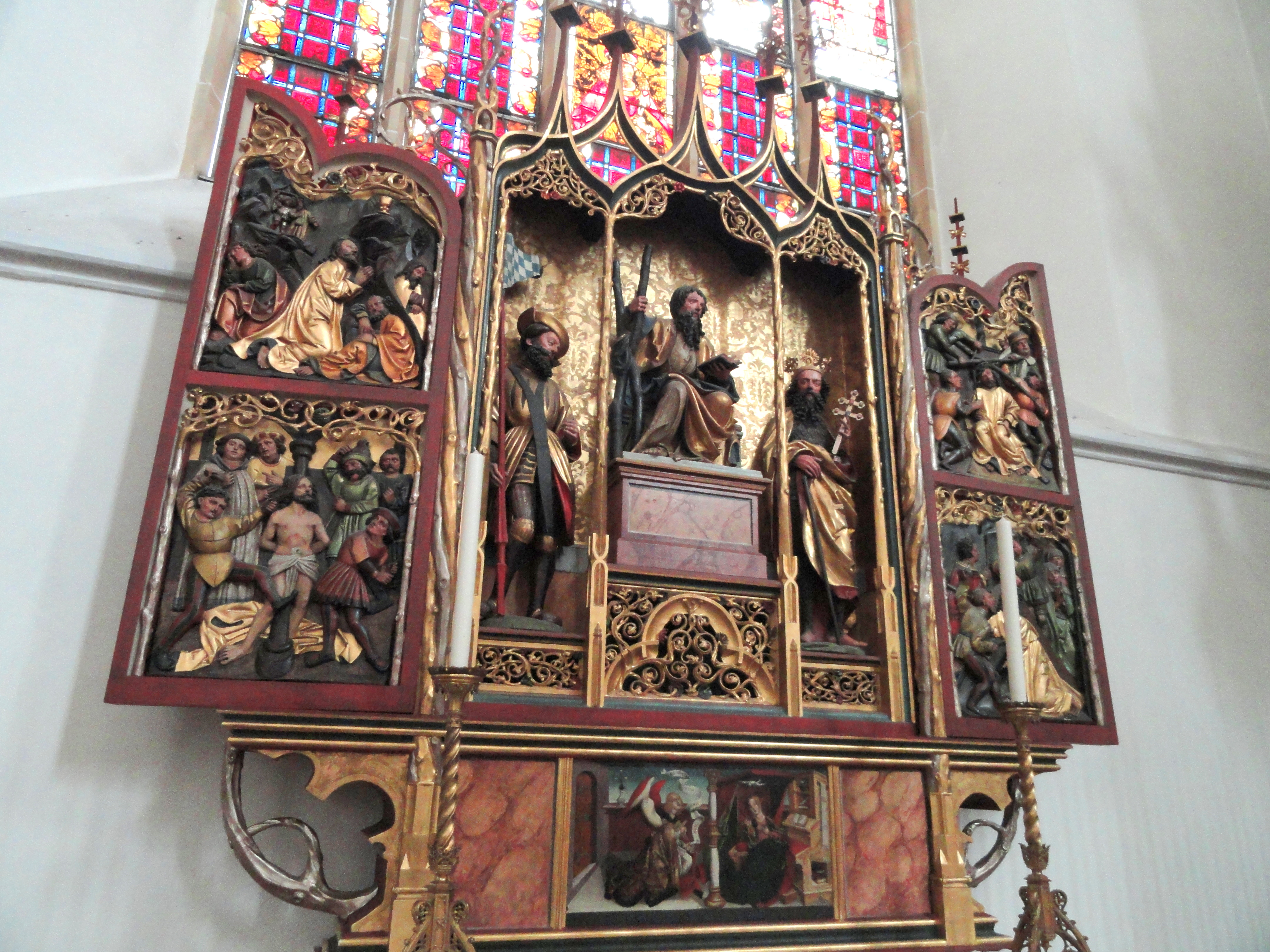
Retable en haut relief polychrome dans la cathédrale de Munich
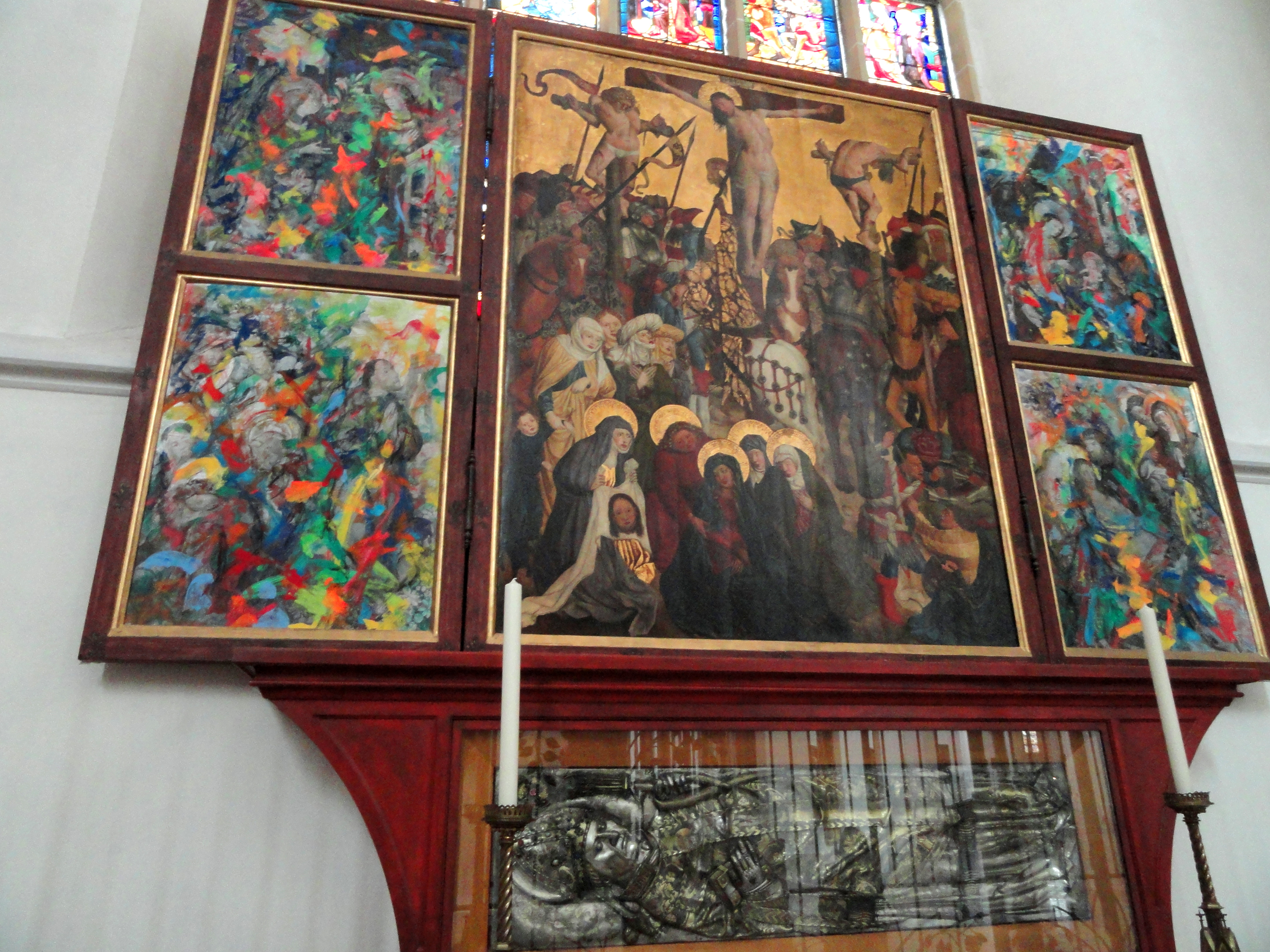
Retable dans une chapelle de la cathédrale de Munich
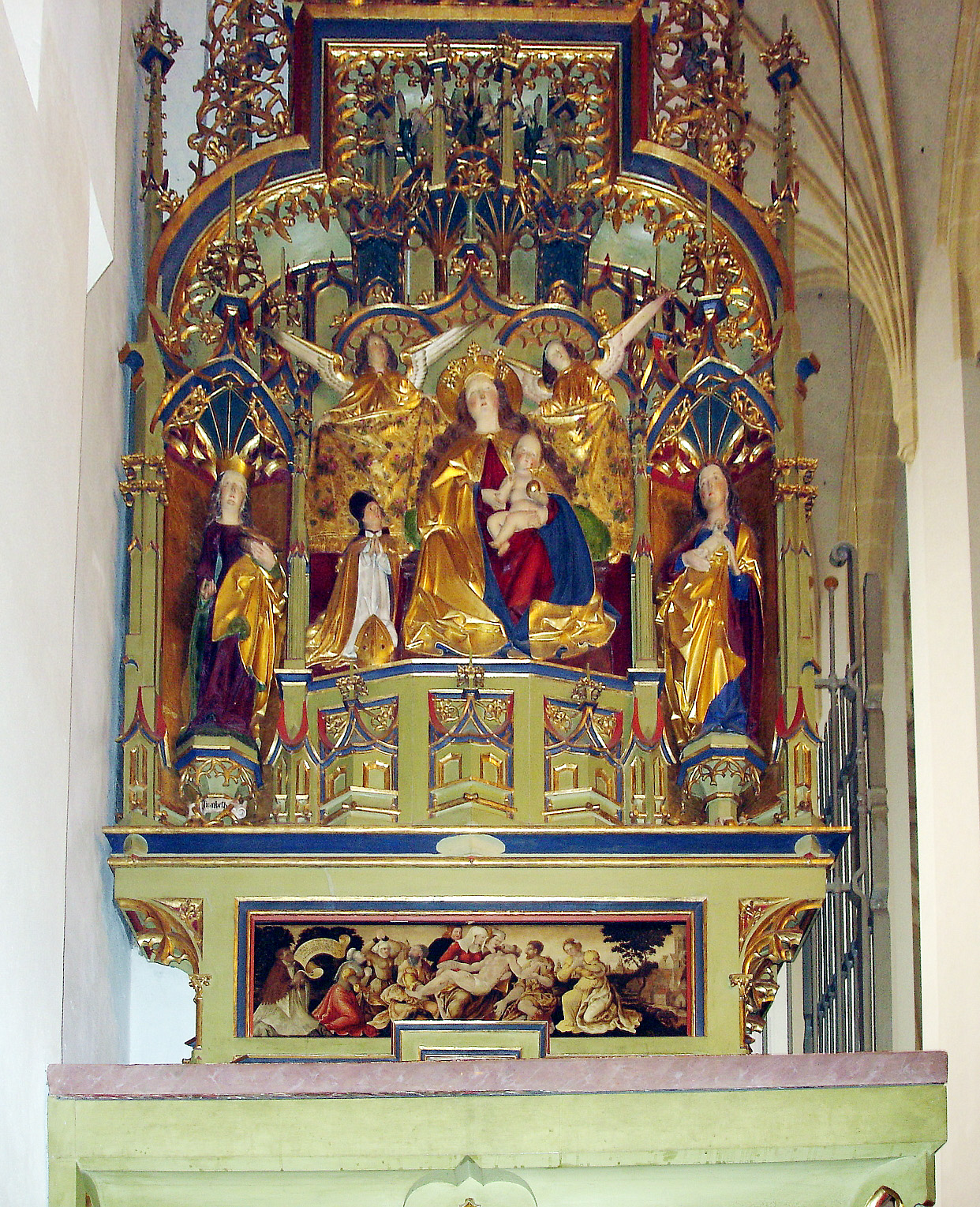
Tableau - bois polychrome
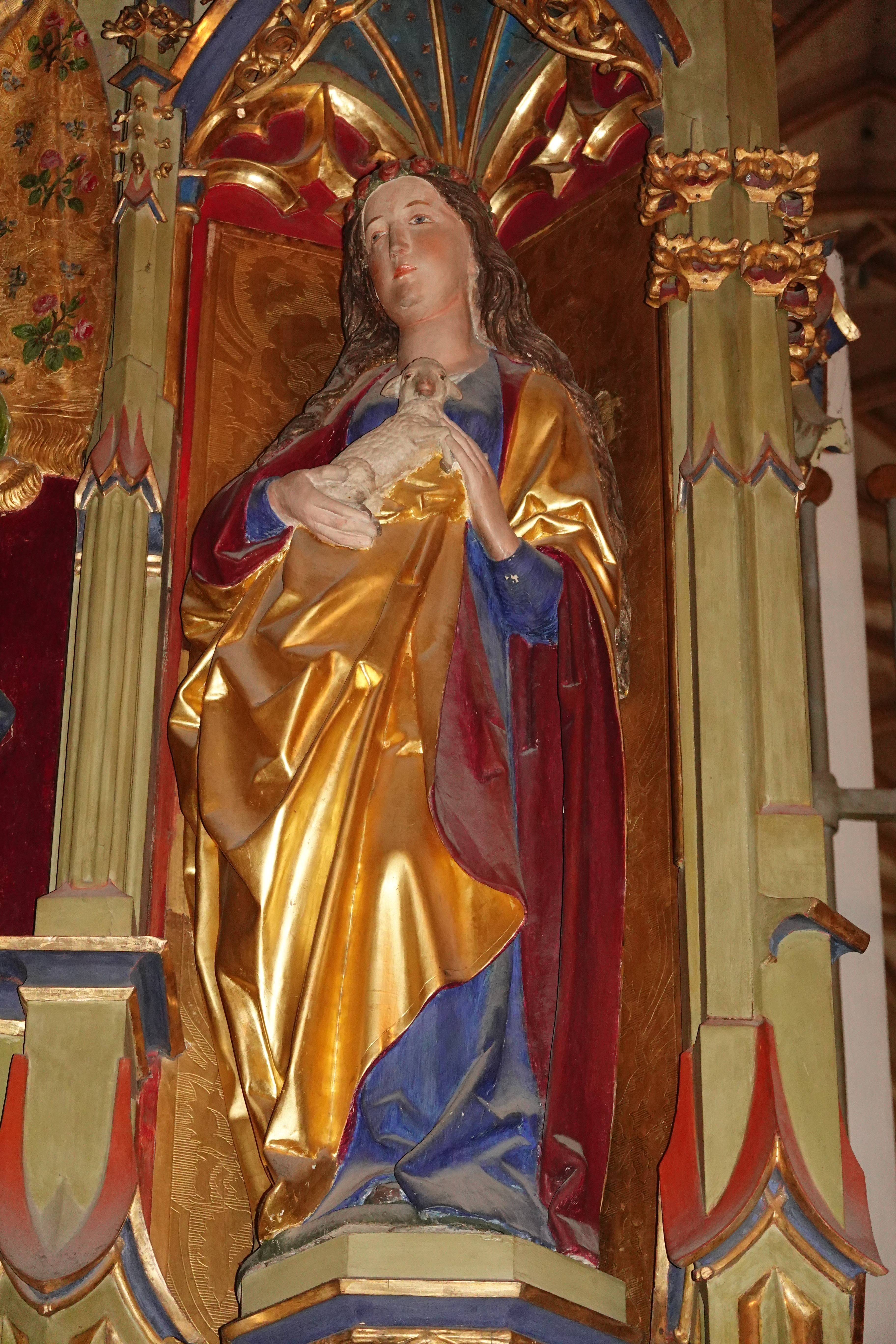
Statue de la vierge - bois polychrome
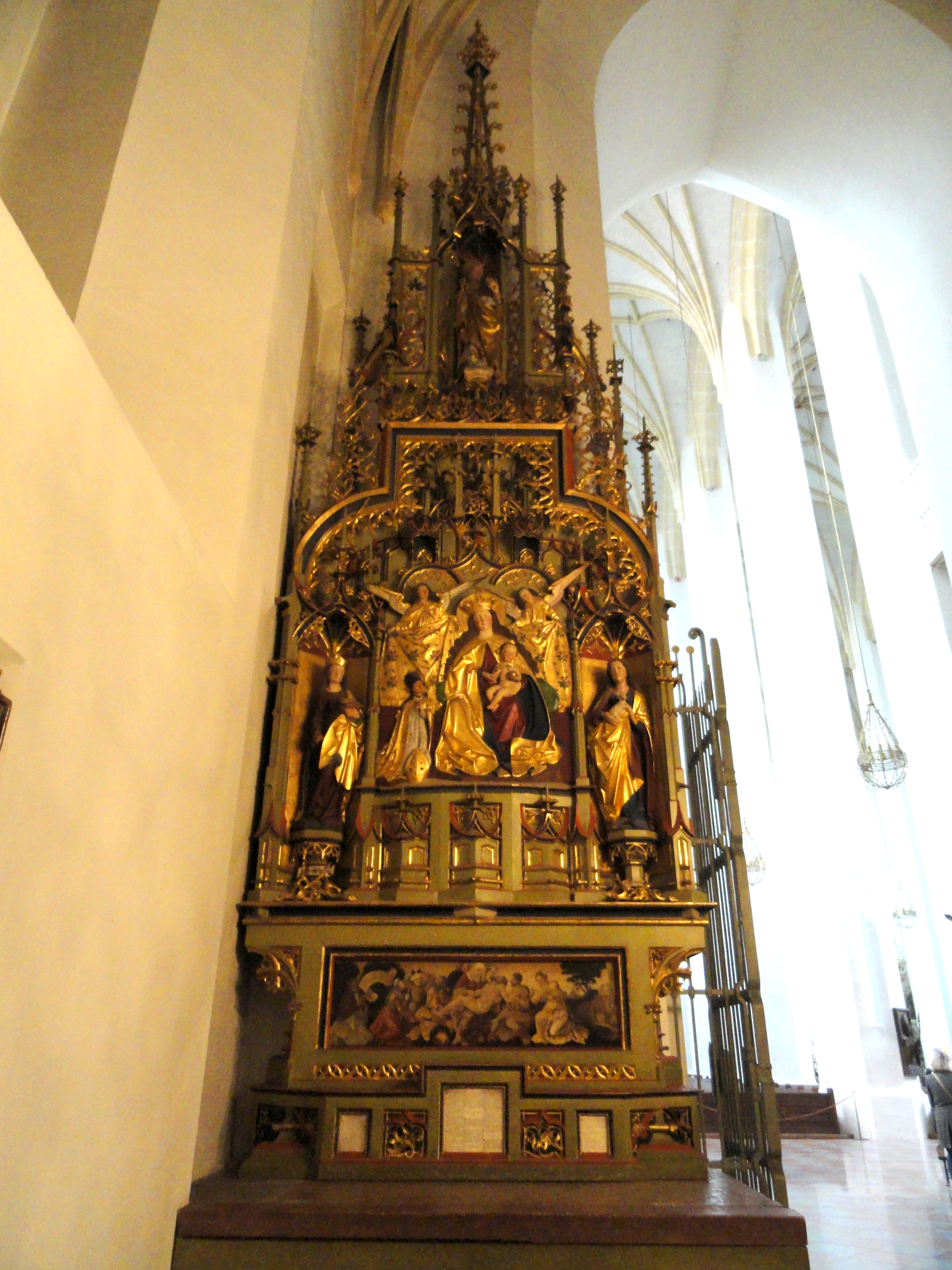
Retable dans le bas-côté gauche de la cathédrale de Munich